# قندرسا کراسنیقی
قندرسا کراسنیقی (انگلیسی: Qendresa Krasniqi؛ زادهٔ ۲۸ ژوئن ۱۹۹۴) بازیکن فوتبال اهل آلبانی است.
وی همچنین در تیم‌های ملی فوتبال Albania women's national football team و Kosovo women's national football team بازی کرده‌است.